# Tord Bonde (död 1412)
Tord Bonde, född på 1300-talet, död 1412, var en svensk riddare.

## Biografi
Tord Bonde var son till häradshövdingen Peter Bonde i Östra härad och Ramborg Magnusdotter (Hammersta ätt). Han nämns första gången 22 januari 1382 och gick samma år i drottning Margaretas tjänst. Bonde blev 1396 riddare vid kung Eriks hyllning till Mora äng. Han avled 1412 och begravdes i Vadstena kloster.

### Egendom
Bonde ägde Bordsjö i Askeryds socken.

### Familj
Bonde var gift med Katarina Ulfsdotter (död 1415), dotter till riddaren och riksrådet, häradshövdingen Ulf Jonsson (Roos) i Dals härad och Märta. De fick tillsammans dotter Märta Tordsdotter som var gift med väpnaren och riksrådet Bengt Hennings Königsmark.